# Göte Sundberg
Göte Erik Sundberg, född 21 augusti 1928 i Geta, död 31 oktober 2013, var en  åländsk museiman och sjöfartshistoriker.
Sundberg var sedan 1955 sjökapten. Han tjänstgjorde 1965–1980 som rektor för Ålands sjömansskola och 1980–1993 som chef för Ålands sjöfartsmuseum i Mariehamn. Han var även politiskt verksam, bland annat som ledamot av Ålands landsting 1971–1991.
Sundberg gjorde en insats som sjöfartshistoriker, inte minst genom talrika artiklar i Sjöhistorisk årsskrift för Åland och tidskriften Longitude. I sina historiker över redarsläkten Lundqvist och skeppsredaren Erik Nylund tecknade han den åländska sjöfartens utveckling under 1900-talet, från segelskutor till maskindrivna fartyg.